# Nguyễn Ngọc Trường Sơn

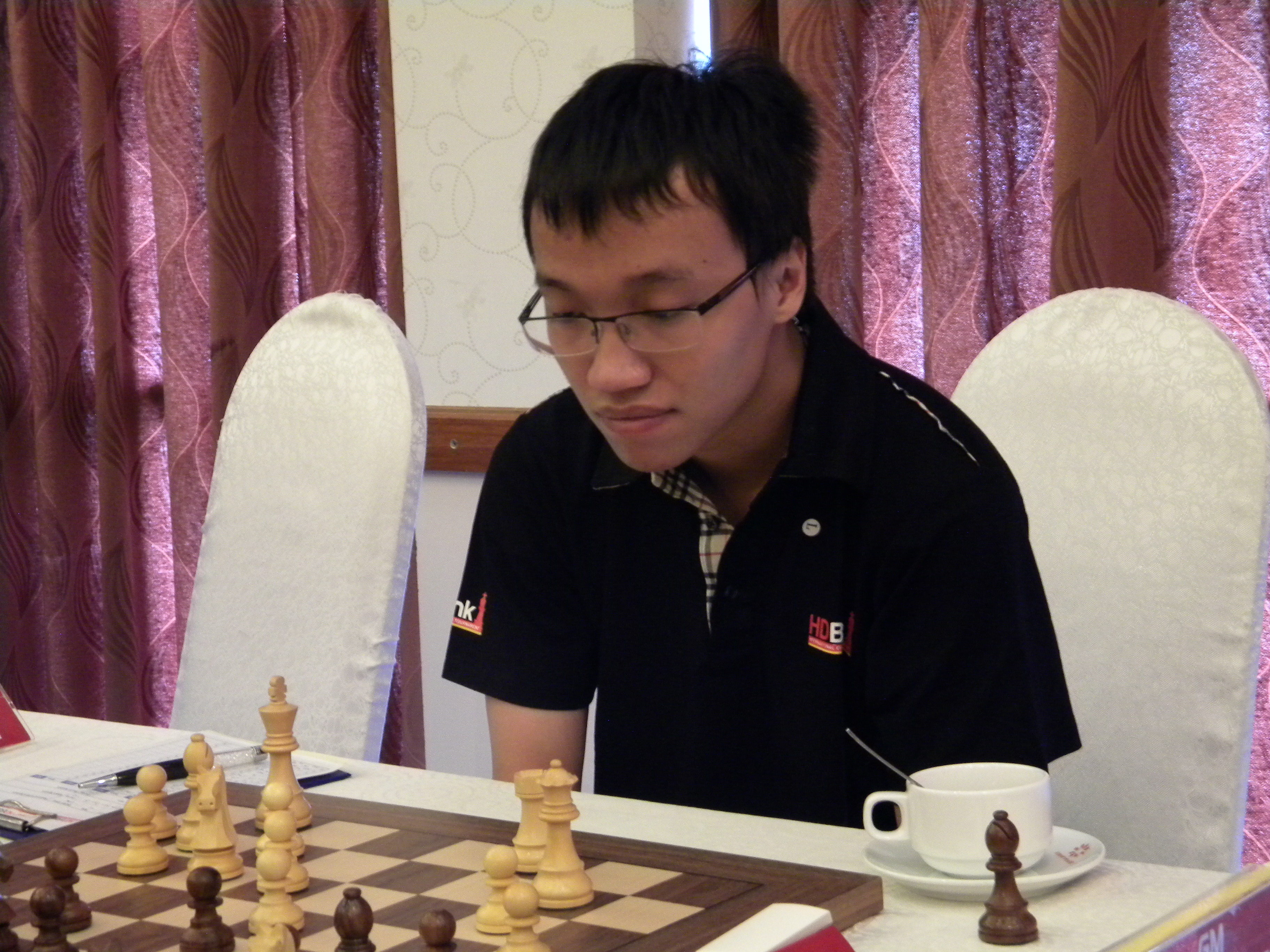
Nguyễn Ngọc Trường Sơn in 2016

Nguyễn Ngọc Trường Sơn (Rạch Giá, 23 februari 1990) is een Vietnamese schaker. Hij is de jongste Vietnamese schaker uit de geschiedenis die de titel grootmeester (GM) verkreeg, op veertienjarige leeftijd had hij de hiervoor benodigde kwalificaties behaald.

## Jeugd
Trường Sơn leerde schaken toen hij drie jaar oud was. Op het Wereldkampioenschap schaken voor jeugd won hij in 2000 de gouden medaille in de categorie tot 10 jaar.
In 2006 won Trường Sơn het Aziatisch kampioenschap voor junioren tot 20 jaar in New Delhi, via tiebreak met Shiyam Sundar nadat beiden waren geëindigd met 7 pt. uit 9.

## Schaakcarrière (hoogtepunten)
- 1999: derde op het Aziatisch kampioenschap voor jeugd tot 10 jaar
- 2000: winnaar van het WK jeugd in de categorie tot 10 jaar; tweede in de verkiezing van Vietnams 'sportman van het jaar'
- 2001: wint het Aziatisch kampioenschap voor jeugd tot 12 jaar
- september 2002: titel Internationaal Meester (IM)
- december 2004: kwalificaties behaald voor de titel Internationaal Grootmeester title. In Vietnam 'sportman van het jaar'
- december 2005: kampioen rapidschaak en 'standaard' schaken op de 23e Zuid-Oost Azië Spelen
- februari 2010: 5e op het Aeroflot Open
- juli 2010: 2e op het Schaakfestival van Biel
- per november 2011 was zijn Elo-rating 2665
- juni 2013: 5e op het wereldkampioenschap blitzschaak
- maart 2014: winnaar van de 4e HD Bank Cup met 7 pt. uit 9 (+5 =4 –0)
- september 2017: deelname aan de Wereldbeker schaken

## Schaakolympiades
In augustus 2014 namen Nguyen Ngoc Truong Son, Lê Quang Liêm, en andere Vietnamese schakers deel aan de 41e Schaakolympiade in Tromsø, Noorwegen. Met zijn resultaat 8.5 pt. uit 10 (+7 =3 –0) aan het tweede bord, won Nguyen Ngoc Truong Son een gouden medaille vanwege zijn performance rating van 2843.
Hij herhaalde dit in september 2018 op de 43e Schaakolympiade in Batoemi, Georgië. Spelend aan het tweede bord 2 won hij opnieuw de gouden medaille met wederom  8.5 pt. uit 10 (+7 =3 –0) en als performance rating 2804.

## Persoonlijk leven
In april 2015 trouwde hij met zijn landgenote en Internationaal Meester Phạm Lê Thảo Nguyên.

## Externe koppelingen
- (en)   Informatie over schaakpartijen van Nguyễn Ngọc Trường Sơn op ChessGames.com
- (en)   Informatie over schaakpartijen van Nguyễn Ngọc Trường Sơn op 365chess.com
- (en)  FIDE-ratinggegevens voor Nguyễn Ngọc Trường Sơn